# Fântânele, Alba
Fântânele este un sat în comuna Ceru-Băcăinți din județul Alba, Transilvania, România.